# Electra (film din 1962)
Electra (în greacă Ηλέκτρα, transliterat: Ilektra) este un film grecesc din 1962, inspirat din piesa Electra, scrisă de Euripide. A fost regizat de Michael Cacoyannis, ca prima parte a trilogiei sale „Tragedia greacă”, fiind urmat de Troienele în 1971 și de Ifigenia în 1977. Rolurile principale sunt interpretate de Irene Papas (Electra) și Giannis Fertis⁠(d) (Orestis).

## Rezumat
Regele Agamemnon este ucis de soția sa, Clitemnestra, și de iubitul ei, vărul și tovarășul de joacă din copilărie al lui Agamemnon, Egist. Cei doi copii ai lui Agamemnon și Clitemnestra cad în dizgrație: Oreste pleacă în exil pentru a-și salva viața, în timp ce Electra este închisă câțiva ani în palat și apoi forțată să se căsătorească cu un țăran pentru a o scoate pe ea și pe viitorii ei copii din linia de succesiune la tron.
Câțiva ani mai târziu, Electra caută să se răzbune cu ajutorul fratelui ei, Oreste, și al vărului lor, Pylades. Oreste și Pylades merg la un festival al lui Bacchus găzduit de Egist și, atunci când Egist îl provoacă pe Oreste la o luptă cu cuțitul, Oreste folosește această ocazie pentru a-l ucide. Electra o invită apoi pe Clitemnestra în casa ei sub un pretext oarecare și, în ciuda faptului că mama ei îi explică motivele pentru care și-a ucis soțul și își cere scuze pentru acțiunile ei, îi permite lui Oreste să o înjunghie mortal. La final, cei doi frați au remușcări pentru ce au făcut și își dau seama că vor fi proscriși sociali pentru acțiunea lor. Ei pleacă în direcții diferite.

## Distribuție
- Irene Papas — Electra
- Giannis Fertis⁠(d) — Oreste, fratele Electrei
- Aleka Katselli — Clitemnestra, soția regelui Agamemnon și mama Electrei și a lui Oreste
- Manos Katrakis⁠(d) — tutorele
- Notis Peryalis⁠(d) — soțul Electrei
- Fivos Razi — Egist, iubitul Clitemnestrei, vărul lui Agamemnon
- Takis Emmanuel — Pylades, vărul Electrei
- Theano Ioannidou — conducătorul corului
- Theodoros Dimitriou⁠(d) (Theodore Demetriou) — regele Agamemnon
- Elsie Pittas — tânăra Electra
- Petros Ampelas — tânărul Oreste

## Premii
Filmul a fost înscris la Festivalul de Film de la Cannes din 1962, unde a câștigat premiul pentru cea mai bună ecranizare cinematografică. El a fost nominalizat la Premiul Oscar pentru cel mai bun film străin. A câștigat trei premii la Festivalul de Film de la Salonic pentru cel mai bun film și cel mai bun regizor (Michalis Cacoyannis) și cea mai bună actriță (Irene Papas).

## DVD
Electra a fost lansat pe DVD de MGM Home Entertainment pe 5 martie 2002 în Regiunea 1.